# Klenoty Alžběty II.

Alžběta II. s nasazenou tiárou Dívek z Velké Británie a Irska, 2009

Britská královna a královna zemí Commonwealth realm, Alžběta II., vlastnila historickou sbírku klenotů. Některé z nich vlastnila výhradně jako panovnice, jiné byly jejím soukromým majetkem. Žádné z nich však nepatří mezi britské korunovační klenoty.
Původ jedinečné sbírky královských klenotů je nejasný, i když mnozí věří, že má svůj původ v 16. století. Mnoho kusů pochází i ze zámoří a bylo do Spojeného království přivezeno kvůli různým občanským válkám, převratům a revolucím, nebo byly získány jako dary panovníkovi. Většina šperků pochází z 19. a 20. století.
Korunovační klenoty se nosí pouze při korunovacích (koruna svatého Eduarda) a při každoročním oficiálním otvírání parlamentu, State Opening of Parliament (britská imperiální koruna). Při jiných oficiálních příležitostech nosila královna šperky ze své sbírky. Alžběta II. vlastnila více než 300 šperků, včetně 98 broží, 46 náhrdelníků, 37 náramků, 34 párů náušnic, 15 prstenů, 14 hodinek a 5 přívěsků.

## Historie

### Obecná historie
Na rozdíl od korunovačních klenotů, které většinou pochází z období nástupu Karla II. na britský trůn, nejsou tyto šperky oficiálními regáliemi či insigniemi. Velká část kolekce byla navržena pro vládnoucí královny či manželky králů, i když do sbírky přispěli i někteří z králů. Většina šperků byla zakoupena od jiných evropských hlav států a příslušníků aristokracie nebo předána starší generací britské královské rodiny mladší generaci, často jako svatební či narozeninové dárky.

### Rozkol v Hannoverské dynastii
V roce 1714, po nástupu Jiřího I. na britský a hannoverský trůn, vládla oběma královstvím v rámci personální unie Hannoverská dynastie. První hannoverští panovníci dbali na to, aby dědictví obou království přísně oddělovali. Jiří III. dal polovinu britského dědictví své nevěstě, Šarlotě Meklenbursko-Střelické, jako svatební dar. Ta ve své závěti zanechala šperky Hannoverské dynastii. Hannoverské království se řídilo salickým právem a přísně se drželo nástupnictví v mužské linii. Když tedy královna Viktorie nastoupila na britský trůn, její strýc Arnošt August I. Hannoverský se stal hannoverským králem. Král požadoval část šperků nejen jako hannoverský panovník, ale také jako syn Šarloty Meklenbursko-Střelické. Viktorie rozhodně odmítla předat jakýkoliv z klenotů s tím, že byly koupeny za britské peníze. V nárocích na klenoty pokračoval i Arnoštův syn, Jiří V. Hannoverský. Viktoriin manžel Albert Sasko-Kobursko-Gothajský manželce navrhl, aby si klenoty ponechala a uzavřela s hannoverským panovníkem finanční vyrovnání. Parlament však královnu informoval, že klenoty nevykoupí, ani za tímto účelem neposkytnou finanční prostředky. Byla zřízena parlamentní komise, aby celou záležitost prošetřila a v roce 1857 podpořila nároky Hannoverské dynastie. Dne 28. ledna 1858, deset let po Arnoštově smrti, byly klenoty předány hannoverskému velvyslanci Hraběti Erichu von Kielmansegg. Viktorii se podařilo uchránit jeden ze svých oblíbených šperků, jemnou šňůrku perel.

## Vlastnictví a hodnota
Některé ze šperků vyrobených před smrtí královny Viktorie, tedy před rokem 1901, jsou považovány za majetek koruny a za královské dědictví, a předávají se z panovníka na panovníka. Předměty vyrobené později, včetně oficiálních darů královně, mohou být také přidány do této sbírky na základě uvážení panovníka. Není možné říci, jakou má sbírka hodnotu, neboť mnohé ze šperků mají bohatou a jedinečnou historii a je nepravděpodobné, že by se prodávaly na volném trhu.
Ve 20. století přibylo k seznamu šperků zanechaných koruně královnou Viktorií pět dalších, nikdy nepublikovaných, seznamů:
- šperky zanechané koruně Jejím Veličenstvem královnou Viktorií
- šperky zanechané Jeho Veličenstvu Jejím Veličenstvem
- šperky zanechané Jeho Veličenstvu králi Eduardu VII. Jejím Veličenstvem královnou Viktorií, které budou nadále považovány za majetek koruny a budou je nosit všichni budoucí britští panovníci
- šperky v majetku Jeho Veličenstva krále Jiřího V.
- šperky darované koruně Jejím Veličenstvem královnou Marií z Tecku
- šperky darované koruně Jeho Veličenstvem králem Jiřím V.

## Tiáry

### Tiára Delhi Durbar

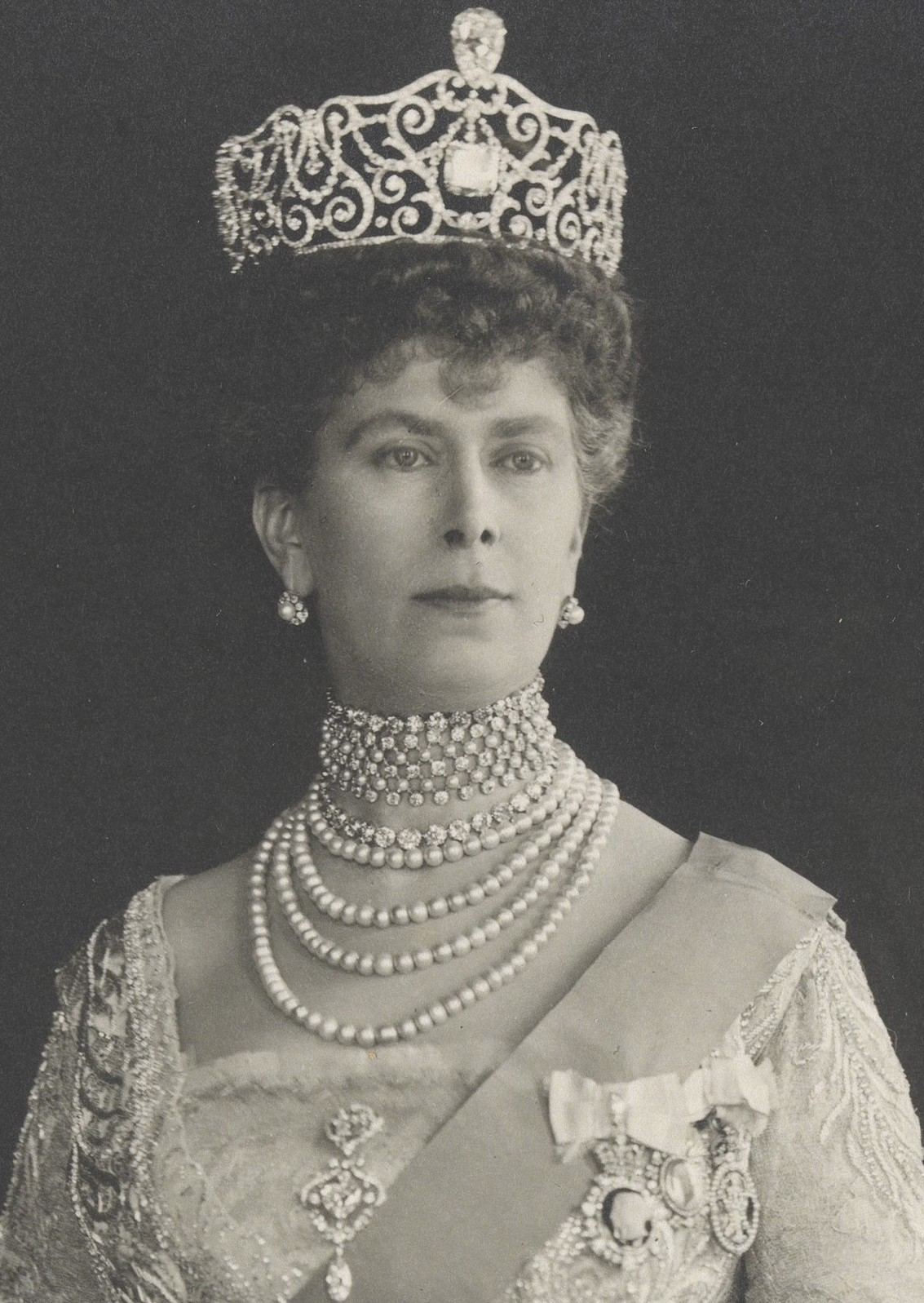
Královna Marie s nasazenou tiárou Delhi Durbar

Tiára Delhi Durbar (anglicky Delhi Durbar Tiara) byla vyrobena společností Garrard & Co. pro královnu Marii, manželku krále Jiřího V. Nosila ji v Delhi Durbaru v roce 1911. Jelikož korunovační klenoty nikdy neopouští půdu Spojeného království, nechal Jiří V. vytvořit Císařskou korunu Indie. Král v Indii nosil zmíněnou korunu a královna tento diadém. Byl součástí sady šperků vyrobených pro královnu Marii. Součástí sady byl i náhrdelník, šperk zdobící oblast břicha, brož a náušnice.
Tiára je vyrobena ze zlata a platiny. Vysoká je 8 cm a má podobu vysokého kruhu sestaveného z lyr a svitků ve tvaru S spojených věnci z diamantů. Původně na ní bylo deset smaragdů, které získala královna Marie v roce 1910 a které původně vlastnila její babička, Autusta Hesensko-Kaselská, vévodkyně z Cambridge. V roce 1912 byla tiára upravena tak, že do ní byly vloženy diamanty Cullinan III a IV.
Marie diadém zapůjčila královně Elizabeth Bowes-Lyon v roce 1947 pro její královskou cestu po Jižní Africe a v jejím držení zůstal až do její smrti v roce 2002. Poté přešel na královnu Alžbětu II. V roce 2005 jej královna zapůjčila své snaše, Camille, vévodkyni z Cornwallu.

### Tiára královny Mary
Tiára královny Mary (anglicky Queen Mary Fringe Tiara), která může být nošena i jako náhrdelník, byla vyrobena pro královnu Marii v roce 1919. Nebyla však vyrobena z diamantů původně patřících Jiřímu III., jak pravila legenda, ale jsou v ní použity diamanty získané z náhrdelníků či diadému zakoupeného královnou Viktorií od Collingwood & Co. jako svatební dar pro princeznu Marii. V srpnu 1936 královna Marie z Tecku darovala tuto tiáru své snaše, královně Elizabeth Bowes-Lyon. Když si jej královna vzala poprvé na sebe, Sir Henry Channon jej nazval „ošklivou ostnatou tiárou“. Později tento diadém zapůjčila své dceři, princezně Alžbětě, jako „něco vypůjčeného“ na její svatbu s princem Philipem v roce 1947. Když si princezna před odjezdem do Westminsterského opatství v Buckinghamském paláci diadém oblékla, praskl. Dvorní klenotník byl s policejní eskortou dopraven do své pracovny, kde se mu šperk podařilo včas opravit. Královna matka tento diadém půjčila v roce 1973 své vnučce, princezně Anne, na její svatbu s kapitánem Markem Phillipsem. Později byl zapůjčen na svatbu princezně Beatrice z Yorku s Edoardem Mapelli Mozzim v roce 2020.

### Tiára Jiřího III.
Tiára Jiřího III. (anglicky George III Fringe Tiara) se skládá z kruhu osazeného diamanty a původně ji vlastnil Jiří III. Diadém, který vznikl v roce 1830, nosilo mnoho manželek panovníků. Původně se dal nosit i jako náhrdelník a nebo pomocí drátku jako diadém. Královna Viktorie jej měla v podobě diadému během své návštěvy Královské opery v roce 1839. Na obraze Franze Xavera Winterhaltera nazvaném První máj dokončeném v roce 1851, je zobrazena královna Viktorie držící Artura. Viktorie má na sobě tento diadém.

### Vladimírova tiára

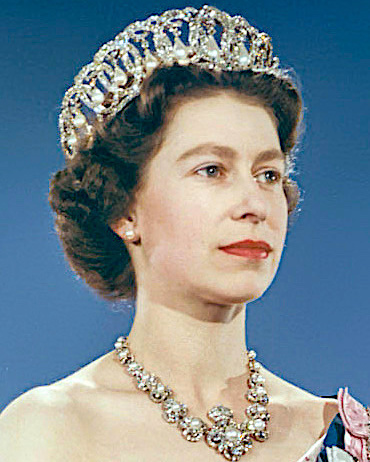
Královna Alžběta II. s nasazenou Vladimírovou korunou, 1959

Vladimírova tiára (anglicky Grand Duchess Vladimir Tiara) byla zakoupena v roce 1921 za 28 tisíc liber královnou Marií z Tecku od ruské velkokněžny Jeleny Vladimirovny Ruské, která byla matkou Mariny Řecké a Dánské, vévodkyně z Kentu. Původně měla 15 velkých perel ve tvaru kapky a vyrobil ji v roce 1874 klenotník Carl Edvard Bollin za cenu 48200 rublů pro velkokněžnu Marii Pavlovnu Ruskou.
Během ruské revoluce v roce 1917 byl diadém ukryt spolu s dalšími klenoty někde ve Vladimirském paláci v Petrohradě a později jej před sovětským Ruskem zachránil Albert Stopford, britský obchodník s uměním a tajný agent. Po smrti Marie Pavlovny Ruské si dědictví rozdělily její čtyři děti. Tento šperk připadl Jeleně Vladimirovně Ruské, která v dalších letech prodávala šperky ze své sbírky, aby podpořila svou rodinu v exilu a také různé charitativní organizace.
Královna Marie nechala diadém upravit tak, aby se do něho vešlo patnáct smaragdů z Cambridge. Původní perly ve tvaru kapky však mohou snadno tyto smaragdy opět nahradit a slouží jako jejich alternativa. Královna Alžběta II. diadém zdědila přímo po své babičce v roce 1953. Královna je s touto tiárou vyobrazována na oficiálních portrétech v Kanadě, neboť žádná ze zemí Commonwealth realm nemá své vlastní korunovační klenoty s výjimkou Spojeného království.

### Tiára Dívek z Velké Británie a Irska

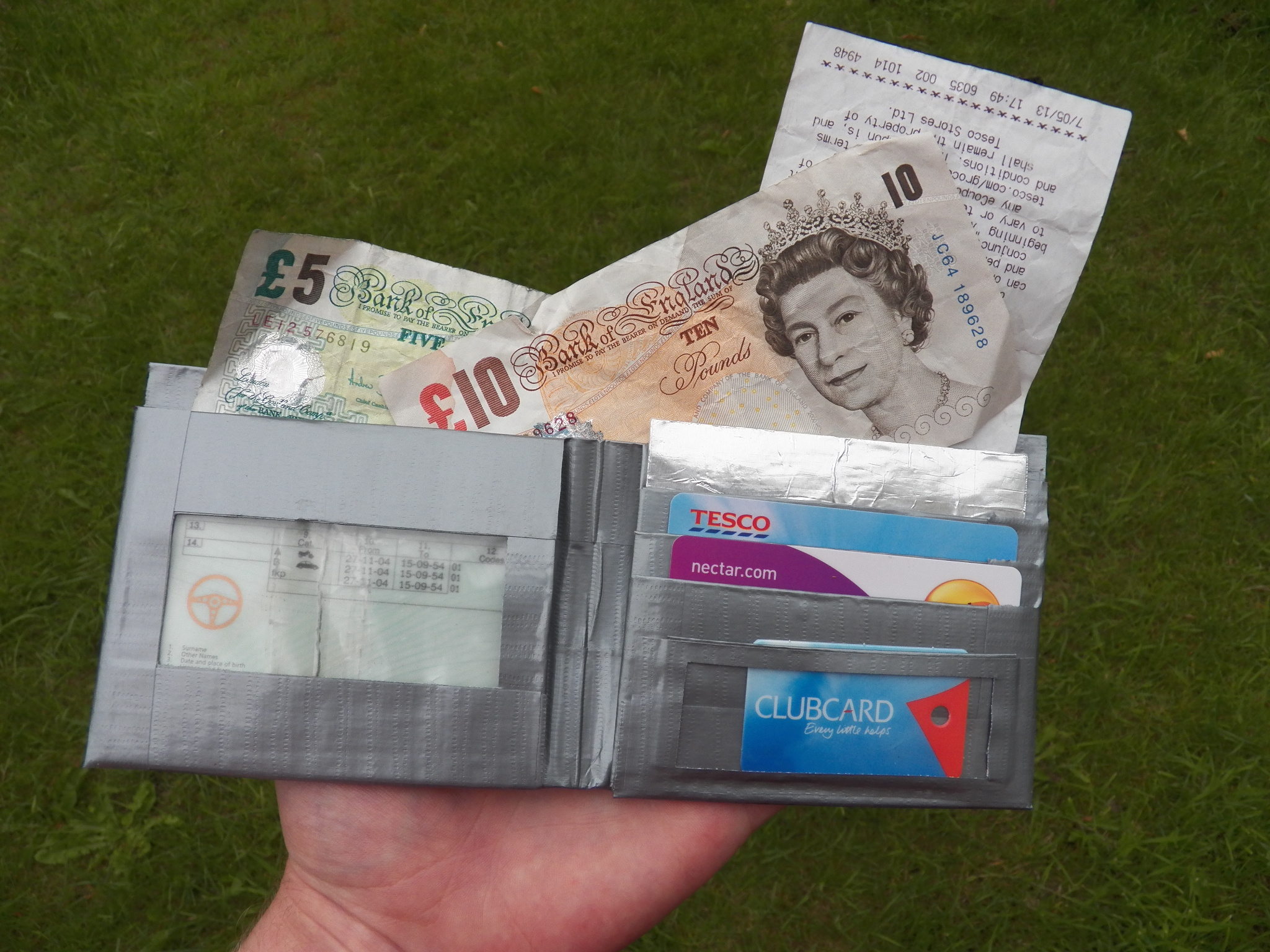
Šperk zvaný Tiára Dívek z Velké Británie a Irska na portrétu královny Alžběty II., který je na britských bankovkách

Tiára Dívek z Velké Británie a Irska (anglicky Girls of Great Britain and Ireland Tiara) se v roce 1947 stala první tiárou princezny Alžběty, budoucí královny Alžběty II., kterou obdržela jako svatební dar od své babičky Marie z Tecku, která ji sama dostala v roce 1893 jako svatební dar od dívek z Velké Británie a Irska. Vyrobila ji společnost E. Wolfe & Co. V roce 1914 nechala Marie upravit diadém tak, aby místo velkých orientálních perel přesahujících diadém bylo vsazeno třináct diamantů. Alžběta původně nosila diadém bez perlami tvořené základny, ale v roce 1969 byla tato perlová základna k tiáře opět připojena. Tento šperk patří k nejznámějším klenotům královniny sbírky, neboť jej má královna nasazený na portrétech, které jsou na britských bankovkách a mincích.

### Barmská rubínová tiára

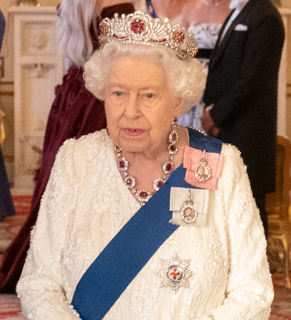
Královna Alžběta II. s Burmese Ruby Tiara, 2019

Alžběta II. si roku 1973 objednala Barmskou rubínovou tiáru (anglicky Burmese Ruby Tiara) u firmy Garrard & Co. Na výrobu byly použity drahokamy z její soukromé sbírky. Tiára byla navržena ve tvaru věnce z růží, se stříbrem a diamanty tvořícími okvětní lístky a shluky zlata a rubínů tvořícími střed květin. Celkem je do tiáry vsazeno 96 rubínů, které byly původně součástí náhrdelníků, které Alžběta dostala v roce 1947 jako svatební dar od obyvatel Barmy, kteří jim připisovali schopnost chránit svého nositele před nemocemi a zlem.

### Kokošník královny Alexandry
Kokošník královny Alexandry (anglicky Queen Alexandra's Kokoshnik Tiara) byl roku 1888 darován princezně Alexandře Dánské při příležitosti 25. výročí její svatby. Darovala jej lady ze Salisbury jménem 365 peerů Spojeného království. Alexadra vždycky chtěla kokošník, tradiční ruskou lidovou pokrývku hlavy. Vzhled takové diadému dobře znala ze šperku, který patřil její sestře, ruské carevně, Marii Fjodorovně. Alexandřin diadém byl vyroben společností Garrard & Co. a je tvořen svislými cihličkami z bílého zlata posázenými diamanty, z nichž největší je dlouhý 65 mm. V dopise své tetě, meklenbursko-střelické velkovévodkyni Augustě z Cambridge, napsala, že dostala celkem velkolepé dárky, a že dostala diadém s diamantovými hroty. Po smrti Alexandry přešel šperk do vlastnictví královny Marie, která jej v roce 1953 odkázala Alžbětě.

### 'Lover's knot' tiára královny Mary
Korunku zvanou 'Lover's knot' tiára královny Mary (anglicky Queen Mary's Lover's Knot Tiara) nechala vyrobit královna Marie z Tecku. Ta v roce 1913 požádala společnost Garrard & Co., aby z jejích vlastních diamantů a perel vyrobila kopii diadému, který vlastnila její babička, Augusta Hesensko-Kaselská. Francouzská čelenka ve svém neoklasicistním designu je zdobena 19 orientálními perlami zavěšenými na mašličkách ve tvaru „mileneckého uzlu“. Ve středu každé z nich je velký briliant. Marie přenechala diadém Alžbětě II., která jej darovala princezně Dianě jako svatební dar. Diana jej nosila často, zejména při návštěvě Hongkongu v roce 1989. Po rozvodu s princem Charlesem byl vrácen královně Alžbětě II. Od roku 2015 jej měla na sobě při řadě příležitostí Catherine, vévodkyně z Cambridge.

### Diadém Meander
Diadém Meander (anglicky Meander Tiara) byl svatebním darem pro Alžbětu od její tchyně princezny Alice z Battenbergu. Vyroben je v klasickém řeckém meandrovém ornamentu s velkým diamantem uprostřed obklopeným vavřínovým věncem z diamantů. Královna tento šperk nikdy nenosila na veřejnosti a v roce 1972 jej darovala své dceři, princezně Anne, která jej nosila často, zejména při svém zasnoubení s Markem Phillipsem. Vyobrazena je s ním i na oficiálním portrétu, který vznikl při příležitosti jejích padesátých narozenin. Anne půjčila tiáru své dceři Zaře Philips v roce 2011 na její svatbu s Mikem Tindallem.

### Tiára Halo Cartier
Tiáru nazvanou Halo Cartier (anglicky Cartier Halo Tiara), vyrobenou Cartierem v roce 1936, zakoupil vévoda z Yorku, budoucí král Jiří VI. pro svou ženu (později známou jako královna matka) tři týdny před svou korunovací. Tiára dohromady obsahuje 739 briliantů a 149 diamantů. V roce 1944 ji obdržela Alžběta ke svým osmnáctým narozeninám. Ta ji použila při své korunovaci v roce 1953. Později ji zapůjčila princezně Anne před tím, než ji v roce 1972 darovala řeckou tiáru Meander. Královna tuto tiáru půjčila Kate Middlton na její svatbu s princem Williamem v roce 2011.

### Tiára Greville

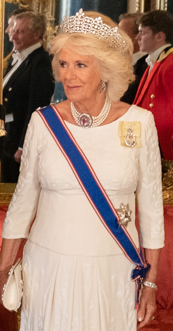
Camilla, vévodkyně z Cornwallu s diadémem Greville Tiara, 2019

Tiára Greville (anglicky Greville Tiara) byla součástí pozůstalosti Margaret Greville, kterou v roce 1942 odkázala královně Elizabeth. Diadém byl vyroben francouzskou zlatnickou firmou Boucheron v roce 1920. Má tvar diamantové mřížky ve tvaru včelí plástve a patřil k oblíbeným šperkům královny matky. Alžběta II. jej zdědila po její smrti v roce 2002. Následně jej dlouhodobě zapůjčila Camille, vévodkyni z Cornwallu.

### Diamantový diadém
Diamantový diadém (anglicky Queen Mary's Diamond Bandeau Tiara) byl vyroben v roce 1932 pro královnu Marii. Diadém má tvar platinového pásku složeného z jedenácti částí s odnímatelnou středovou broží, kterou v roce 1893 královna dostala jako svatební dar od hrabství Lincolnshire. V broži jsou vsazené diamanty a opály. Diadém byl zapůjčen Meghan během její svatby s princem Harrym v roce 2018.

### Lotosová tiára

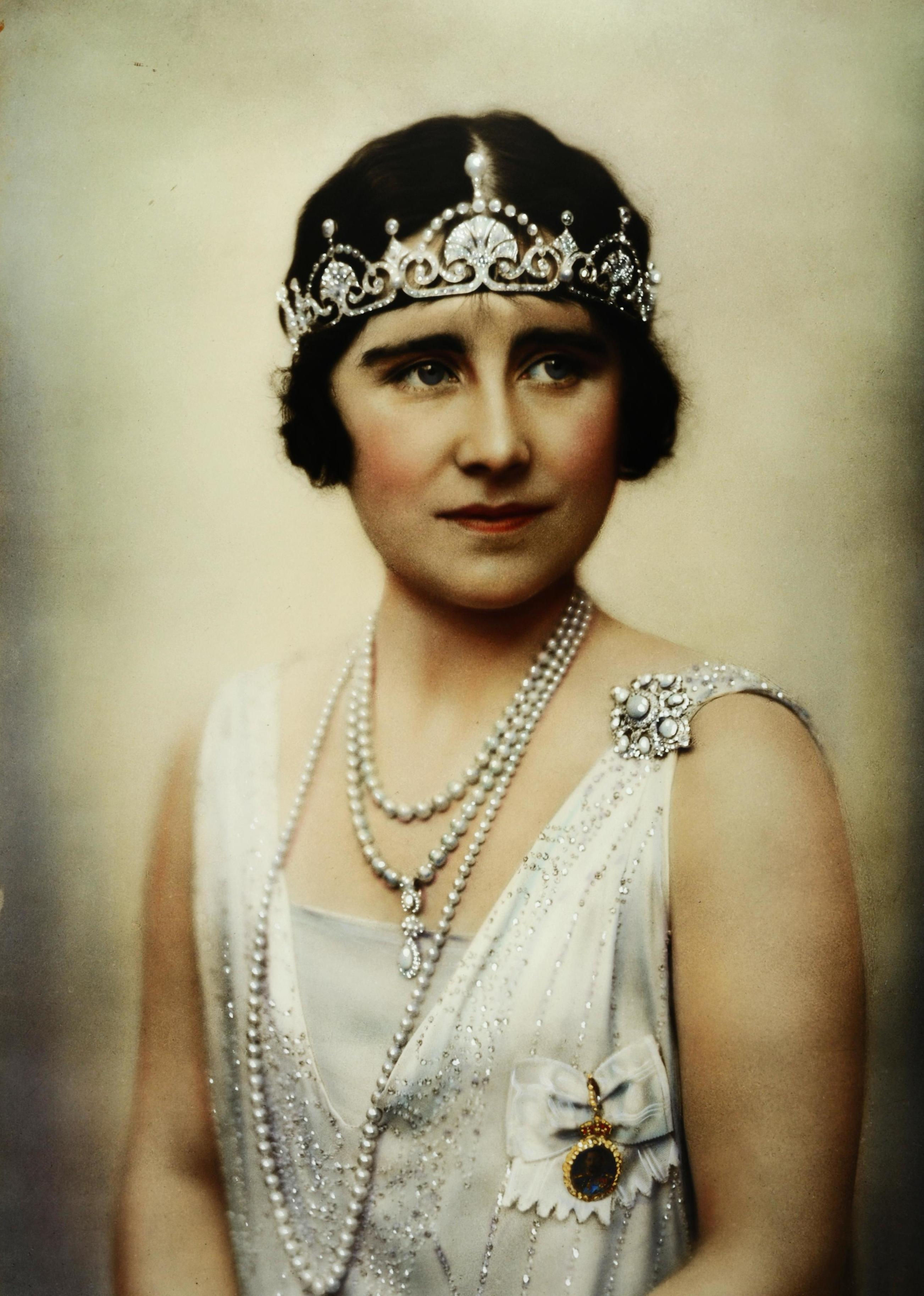
Elizabeth Bowes-Lyon s Lotus Flower Tiara, 1925

Lotosová tiára (anglicky Lotus Flower Tiara) byla vytvořena Garrard London ve 20. letech 20. století. Vyrobena je z perel a diamantů a vyrobena byla z náhrdelníku, který byl původně darován královně Elizabeth jako svatební dar. Často ji nosila princezna Margaret, po jejíž smrti byl diadém vrácen do královniny sbírky.

### Tiára Strathmorská růže
Tiáru Strathmorská růže (anglicky Strathmore Rose Tiara) s květinovým vzorem nosila královna matka několik let po své svatbě. Dostala ji jako svatební dar od svého otce, 14. hraběte ze Strathmore a Kinghorne. Od její smrti v roce 2002 je součástí královniny sbírky.

### Smaragdový kokošník Greville
Podobně jako Tiára Greville byl i Smaragdový kokošník Greville (anglicky Greville Emerald Kokoshnik Tiara) součástí pozůstalosti Margaret Greville, kterou v roce 1942 odkázala královně Elizabeth. Diadém v roce 1919 vyrobila francouzská zlatnická firma Boucheron. Vyrobena byla z platiny ve stylu ruských kokošníků a zdobena je diamanty a smaragdy. Princezna Eugenie z Yorku měla tento diadém na své svatbě v říjnu 2018.  Šlo tak o první veřejné použití tohoto šperku příslušnicí britské královské rodiny.

### The Queen Mother's Cartier Bandeau
Soupravu složenou z rubínových, smaragdových a safírových náramků nosila královna matka ve formě bandeau. Tyto šperky královna obdržela od svého manžela Jiřího VI. Alžběta II. jednotlivé náramky nosila samostatně a také je půjčovala dalším členkám královské rodiny.

## Náušnice

### Korunovační náušnice

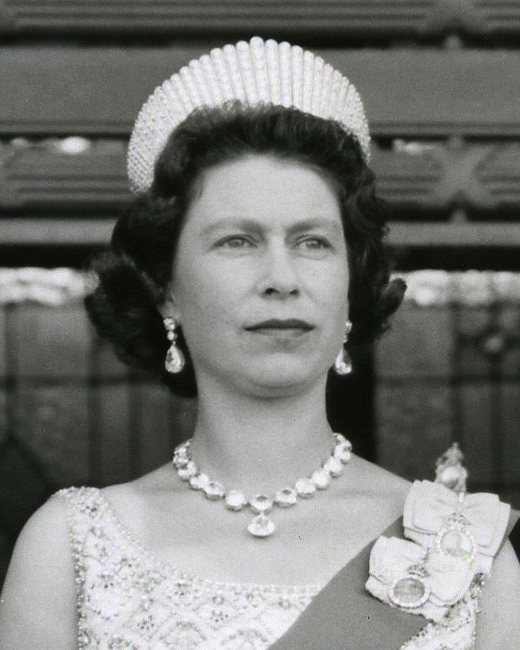
Alžběta II. s korunovačními náušnicemi, Nový Zéland, 1963

Korunovační náušnice (anglicky Coronation Earrings) podobně jako korunovační náhrdelník nosí královna či manželka krále při své korunovaci již od roku 1901. Vyrobit je nechala královna Viktorie v roce 1858 s použitím diamantů ze starého odznaku Podvazkového řádu a mají typický vzhled. K velkému diamantu je připojen další menší a na něj další ve tvaru velké hruškovité kapky. Tyto velké diamanty byly původně součástí Koh-i-Nooru.

### Lustrové náušnice Greville
Lustrové náušnice Greville (anglicky Greville Chandelier Earrings) jsou náušnice dlouhé 75 mm lustrového typu vyrobené ve firmě Cartier v roce 1929. Náušnice zakoupila Margaret Greville, která je v roce 1942 odkázala své přítelkyni královně matce a Alžbětiny rodiče jí je dali v roce 1947 jako svatební dar. Nemohla je však použít do té doby, než si nechala propíchnout uši. Poté, co to zjistila veřejnost, lékaři a klenotníci byli zaplaveni žádostmi žen, které toužily po propíchnutí uší.

### Hruškovité náušnice Greville
Kromě výše zmíněných náušnic a šedesáti dalších šperků, byly v pozůstalosti po Margaretě Greville i hruškovité náušnice (anglicky Greville Pear-drop Earrings), které v roce 1938 vyrobila firma Cartier. Každý z diamantů ve tvaru hrušky vážil přibližně 20 karátů (4 g). V roce 1983 si je vypůjčila Diana, aby si je vzala při své první oficiální návštěvě Austrálie. Po smrti své matky je v roce 2002 zdědila Alžběta II.

### Bahrajnské diamantové a perlové náušnice
Bahrajnské diamantové a perlové náušnice (anglicky Bahrain Diamond and Pearl Earrings) byly vyrobeny ze sedmi perel nalezených v jediné mušli, které Alžbětě daroval bahrajnský panovník jako svatební dar. Sestávají z několika diamantů a perel. Královna tyto náušnice několikrát půjčila Dianě, hraběnce z Wessexu a Catherine.

## Náhrdelníky

### Perlový náhrdelník královny Anny a perlový náhrdelník královny Karoliny

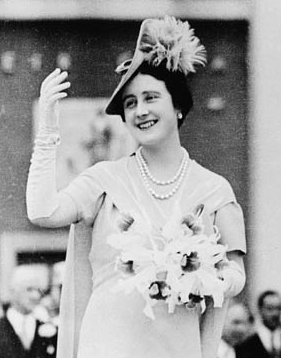
Elizabeth Bowes-Lyon v roce 1939 s perlovým náhrdelníkem královny Anny a perlovým náhrdelníkem královny Karoliny

Oba náhrdelníky se skládají z jedné řady velkých velikostně odstupňovaných perel s perlovými sponami. Náhrdelník královny Anny údajně patřil královně Anně Stuartovně, poslední britské panovnici z rodu Stuartovců. Anglický historik umění Horace Walpole do svého deníku napsal, že královna Anna měla pouze několik šperků, většinou fádních, kromě perlového náhrdelníku, který jí daroval princ Jiří.
Na druhé straně královna Karolina z Ansbachu, manželka britského krále Jiřího II. měla mnoho cenných šperků, včetně ne méně než čtyř perlových náhrdelníků. Na své korunovaci v roce 1727 měla na sobě všechny své perlové náhrdelníky, ale poté nechala vybrat padesát nejlepších perel a z nich nechala vytvořit jeden velký náhrdelník. V roce 1947 oba náhrdelníky věnoval Alžbětě její otec jako svatební dar. V den své svatby si však Alžběta uvědomila, že perly zapomněla v St James's Palace. Požádala proto svého osobního tajemníka, Jocka Colvilla, aby pro ně zajel. Ten zabral limuzínu norského krále Haakona VII., ale provoz se toho rána zastavil, takže ani králův vůz s vlající královskou vlajkou se nikam nedostal. Colville proto šel pěšky a poté, co dorazil do paláce musel ještě svůj příběh vysvětlit strážím, které chránily 2660 svatebních darů. Dovnitř ho pustili až poté, co našli jeho jméno na seznamu hostů. Colville tak byl schopen včas perly dopravit princezně do Buckinghamského paláce.

### Náhrdelník krále Fajsala
Třásňový náhrdelník osazený brilianty a diamanty byl darem krále Fajsala bin Ab al-Azíze. Král Fajsal zakoupil náhrdelník vyrobený americkým klenotníkem Harrym Winstonem a předal jej královně Alžbětě II. během své státní návštěvy ve Spojeném království v roce 1967. Náhrdelník královna zapůjčila Dianě během její státní návštěvy Austrálie v roce 1983.

### Girlandový náhrdelník
V roce 1947 si král Jiří VI. objednal náhrdelník osázený více než 150 brilianty na třech šňůrkách. Brilianty pocházely z jeho soukromé sbírky a získal je jako dědictví. Skládá se ze tří malých řad diamantů tvořících motiv trojúhelníků. Minimální hmotnost tohoto náhrdelníku se odhaduje na 170 karátů (34 g).

### Náhrdelník krále Chálida
Tento náhrdelník královně Alžbětě II. daroval saúdskoarabský král Chálid bin Abd al-Azíz v roce 1979. Je vyroben v designu slunečních paprsků osazených diamanty hruškovitého a kulatého tvaru. Stejně jako náhrdelník krále Fajsala jej vyrobil Harry Winston. Královna jej často půjčovala své snaše, princezně Dianě.

### Květinový rubínový náhrdelník Greville
Tento náhrdelník byl vyroben v roce 1907 zlatnickou firmou Boucheron pro Margaret Greville. Byl součástí její pozůstalosti, kterou odkázala Elizabeth Bowes-Lyon. Alžbětiny rodiče jí náhrdelník daly v roce 1947 jako svatební dar. Ta jej často nosila v 80. letech 20. století. V roce 2017 byl náhrdelníků půjčen Catherine, vévodkyni z Cambridge na státní banket se španělským králem Filipem VI. Sama královna si ho oblékla více než po třiceti letech v roce 2018 na večeři v rámci zasedání předsedů vlád zemí Commonwealthu.

### Náhrdelník nizáma z Hajdarábádu
Tento diamantový náhrdelník byl vyroben Cartierem ve 30. letech 20. století. Nizám z Hajdarábádu jej v roce 1947 daroval princezně Alžbětě a princi Philipovi jako svatební dar. Design náhrdelníku vycházel ze vzoru anglických růží. Zapůjčený jej měla i Catherine, vévodkyně z Cambridge.

### Korunovační náhrdelník
Korunovační náhrdelník vyrobený pro královnu Viktorii v roce 1858 společností Garrard & Co. je dlouhý 38 cm a skládá se z 25 drobnějších diamantů a jednoho 22karátového diamantu (asi 4,4 g) zvaného Lahore. Od roku 1901 jej spolu s korunovačními náušnicemi používají královny či manželky králů při korunovaci.

### Diamantový a perlový náhrdelník
Původně byla tímto náhrdelníkem Alžběta obdarována v Japonsku v 70. letech 20. století. Skládá se ze čtyř šňůrek z umělých perel. Alžběta II. jej nosila při mnoha příležitostech, včetně oslavy 70. narozenin Margaret Thatcherové v roce 1995. Královna jej zapůjčila princezně Dianě v roce 1982 na banket konaný v Hampton Court Palace a návštěvu Nizozemska v témže roce. Později byl zapůjčen Catherine, vévodkyni z Cambridge, která jej měla na sobě na oslavě výročí svatby královské páru v roce 2017 a také v roce 2021 na pohřbu prince Philipa.

## Brože

### Cullinan III a IV

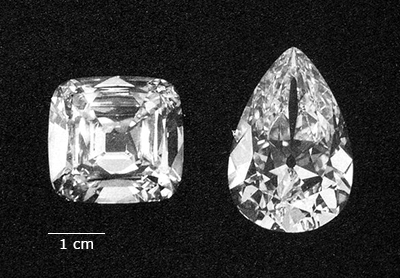
Cullinan IV (vlevo) a Cullinan III (vpravo)

Cullinan III a IV jsou dva z několika diamantů získaných řezáním diamantu Cullinan v roce 1905. Tento velký diamant byl nalezen v Jižní Africe a předán králi Eduardu VII. při příležitosti jeho 66. narozenin. Dva z kamenů vybroušených z diamantu byly 94,4karátový Cullinan III (18,88 g), čirý kámen hruškovitého tvaru, a 63,6 karátový Cullinan IV (12,72 g), kámen ve tvaru polštářku. Královna Marie z Tecku nechala z těchto kamenů vytvořit brož, na které Cullinan III je pověšen ke Cullinanu IV. Tuto brož zdědila v roce 1953 po své babičce královna Alžběta II. Dne 25. března 1958 během své návštěvy v Nizozemsku královna zjistila, že jsou oba drahokamy v rodině známé jako „babiččiny chipsy“. Královský pár během své návštěvy v Nizozemsku navštívil i Královskou Asscherovu diamantovou společnost (Koninklijke Asscher Diamant Maatschappij), ve které byl před padesáti lety Cullinan rozřezán. Tehdy to bylo poprvé, kdy královna veřejně nosila tuto brož. Při své návštěvě si brož sundala a nechala ji prozkoumat Louisem Asscherem, bratrem Josepha Asschera, který původně diamant opracoval. Tímto gestem byl starý a téměř slepý Asscher hluboce dojat, protože věděl, co by to pro jeho bratra znamenalo, že je královna přinesla s sebou.

### Cullinan V
Menší 18,8karátový (3,76 g) Cullinan V je diamant ve tvaru srdce vybroušený ze stejného drahokamu jako předchozí dva diamanty. Je zasazen do středu platinové brože, která byla součástí ozdoby na břicho vyrobené pro královnu Marii za účelem jeho nošení v Delhi Durbaru v roce 1911. Brož byla navržena tak, aby zdůrazňovala krásu diamantu, a její okraj je posázen dalšími drobnějšími diamanty. Lze jej zavěsit na brož s diamantem Cullinan VIII a použít k zavěšení přívěsku s Cullinanem VII. Takto jej často nosila královna Marie, která všechny tyto brože přenechala v závěti v roce 1953 své vnučce Alžbětě.

### Safírová brož prince Alberta
Safírovou brož prince Alberta daroval princ Albert královně Viktorii v Buckinghamském paláci dne 9. února 1840. Učinil tak den před jejich svatbou a Viktorie si obdržení dárku zapsala do svého deníku.

### Diamantová brož královny Viktorie
Tento šperk byl vyroben z devíti řetězů vykládaných diamanty, které v roce 1856 daroval královně Viktorii osmanský sultán Abdülmecid I. Tento šperk často nosila královna matka a po její smrti přešel do královniny sbírky.

### Safírová jubilejní brož sněhové vločky
Tuto brož předal královně při příležitosti 150. výročí Kanady generální guvernér Kanady David Johnston. Stalo se tak v Canada House dne 19. července 2017. Byla darem kanadské vlády na oslavu královnina safírového jubilea a na památku kanadského výročí. Brož byla královně předána před tím, než královský pár odhalil nový památník Jubilee Walkway před Canada House. Brož vyrobili ze safírů nalezených v roce 2002 ve skrýši na Baffinově ostrově. Tyto safíry objevili bratři Seemeega a Nowdluk Aqpikovi.

### Diamantová brož javorového listu
Tento šperk vytvořila společnost J. W. Histed Diamonds Ltd. z Vancouveru. Je vyrobena z platiny a osazena diamanty. Má tvar státního symbolu Kanady, javorového listu. Původně byla darována v roce 1933 královně Marii během její návštěvy Kanady, kterou navštívila po boku svého manžela. V roce 1951 jej nosila princezna Alžběta během své návštěvy Kanady a od té doby, již jako královna, ji měla při několika příležitostech po celé zemi. Během cest Camilly, vévodkyně z Cornwallu v letech 2009 a 2012, měla vévodkyně tuto brož zapůjčenu. Také Catherine ji použila při svých cestách do Kanady v letech 2011 a 2016.

### Novozélandská stříbrná brož kapradiny
Tuto brož královně Alžbětě II. darovala v roce 1953 během její návštěvy Nového Zélandu Annie Allum, manželka starosty Aucklandu, Johna Alluma. Byla vánočním dárkem od žen z Aucklandu. Je zdobena diamanty a byla navržen tak, že má tvar kapradiny, která je symbolem Nového Zélandu. Několik členů královské rodiny, včetně Catherine, vévodkyně z Cambridge, nosilo brož během své návštěvy Nového Zélandu.

### Richmondova brož
Richmondova brož byla vyrobena Huntem a Raskellem v roce 1893 jako svatební dar pro Marii z Tecku. Nosila ji během líbánek a po své smrti ji odkázala Alžbětě II. Velký diamant zasazený do brože patří k největším diamantům z královniny sbírky. Alžběta II. měla tento šperk na sobě během mnoha příležitostí, včetně pohřbu svého manžela, prince Philipa.

## Další šperky

### Brazilská sada
Jedním z nejnovějších klenotů v královnině sbírce jsou šperky z brazilské sady, které v roce 1953 královně daroval brazilský prezident a lid Brazílie jako korunovační dar. Sestává z náhrdelníku a náušnic osázených akvamaríny a diamanty. Klenotníkům Mappin & Webb trvalo celý rok, než se jim podařilo získat kameny, které spolu dokonale ladily. V náhrdelníku je devět velkých podlouhlých akvamarínů a větší kapkovitý akvamarín jako přívěsek. Královna později nechala tuto kapku ozdobit diamanty a od té doby je také tento přívěsek odnímatelný. V roce 1957 si královna dodatečně nechala vyrobit tiáru, která ladí s náhrdelníkem. Následně v roce 1958 brazilská vláda potěšena, že se její dar královně líbí, doplnila sadu o náramek osázený podlouhlými akvamaríny zasazenými do diamantového ornamentu a o akvamarínovo-diamantovou brož.

### Viktoriánská sada Jiřího VI.
Tato sada byla původně svatebním darem krále Jiřího VI., který ji v roce 1947 dal své dceři Alžbětě. Skládá se z dlouhého náhrdelníku osázeného podlouhlými safíry a diamanty a páru safírových náušnic. Původní sada byla vyrobena v roce 1850. Kameny přesně ladily s barvou roucha Podvazkového řádu. Alžběta v roce 1952 nechala náhrdelník zkrátit tak, že byl odejmut největší safír. Z tohoto safíru nechala vyrobit nový přívěsek. V roce 1963 byla vyrobena nová safírovo-diamantová tiára a náramek, tak aby ladily s původními šperky ze sady. Diadém je vyroben z náhrdelníku, který patřil belgické princezně Louise, dceři Leopolda II. Během charitativního koncertu v roce 1969 měla královna na sobě celou sadu.

## Korunka z roku 1937
Pro korunovaci jejích rodičů v roce 1937 bylo rozhodnuto, že Alžběta a Margaret by měly dostat korunky, které by měly mít během ceremonie. Zdobené korunky ze zlata lemované karmínovou barvou a hermelínem byly navrženy společností Garrard & Co. a předloženy ke schválení královskému páru. Těm se však zdály nevhodné a příliš těžké pro malé princezny. Královna Marie navrhla, aby koruny byly vyrobeny z pozlaceného stříbra ve středověkém stylu a bez dalšího zdobení. Jiří VI. souhlasil a korunky byly navrženy s maltézskými kříži a fleurs-de-lis.